# 女の子が落ちた先は、俺の息子の先っぽでした。
『女の子が落ちた先は、俺の息子の先っぽでした。』は鳩こんろによる漫画作品。2016年6月から2024年5月27日までComicFestaなどの電子書籍配信サイトにて電子コミックとして連載された。単行本は『女子落ちっ！〜2階からエロ娘が降ってきて、オレのアレに!?〜』のタイトルでブラスト出版より発売。

## あらすじ
ボロアパートに住むフリーター・相川壮介は、アルバイトで多忙な日々を送る中、管理人・清水由紀に癒される日々を送っていたが、ある日自室でオナニーをしていると、突然2階の天井が抜け、真上に住む住人・丹生砂生が壮介の上に落ちてきてしまう。

## 登場人物
声は特記無き場合テレビアニメの声優。身長・サイズはアニメ公式サイトのキャラクター紹介より。
相川壮介（あいかわ そうすけ）
声 - 本多啓吾
ボロアパート1階に住むフリーター。身長179cm。バイトに多忙な毎日で、大家である由紀に内心憧れているだけの日々だったが、真上の部屋に住む砂生が畳を突き破って壮介の「真上」に落ちてきてからというもの、由紀と砂生との板挟みに悩む日々を送ることになる。いい加減かつ優柔不断でスケベな性格だが、根は優しい。
清水由紀（しみず ゆき）
声 - 歩サラ
アパートの大家。身長157cm、Hカップ。壮介のことは当初単なる住人としてしか見てなかったものの、壮介が砂生と落下騒動を起こしてからは砂生に嫉妬に近い気持ちを抱くようになり、徐々に壮介に惹かれていく。元来はおとなしい性格だが自分の意志や気持ちはハッキリ相手に伝える芯の強さも持ち、徐々に壮介にも積極的になっていく。黒髪ロングの巨乳。
丹生砂生（うにゅう すなお）
声 - 小花モモコ（テレビアニメ） / 楠田兎（VRアニメ）
壮介の真上の階に住む女優志望の女の子。身長161cm、Eカップ。自室で芝居の稽古中に床が畳ごと抜け落ち、壮介の真上に落下する。この騒動の後に壮介のことが頭から離れなくなり、彼が由紀に惹かれている事は承知の上で積極的にアプローチしていく、サバサバとした性格。茶髪セミロング、本人もスタイルに自信ありのナイスバディ。
花園柚子（はなぞの ゆず）
声 - 秋本ねりね
壮介の幼なじみ。167cm、Dカップ。元々壮介の事が好きで幼い頃にすでに結婚の口約束をしていた。家出して壮介のもとにやってくる。積極的だが壮介とは唯一Hが未遂。金髪ショートカットのスレンダー。

## 書誌情報
- 鳩こんろ『女子落ちっ！〜2階からエロ娘が降ってきて、オレのアレに!?〜』ブラスト出版〈occupai〉、既刊2巻（2018年6月18日現在）
  1. 2017年12月18日発売、ISBN 978-4-434-23933-5
  2. 2018年6月18日発売、ISBN 978-4-434-24643-2
    - VR付き初回限定版、ISBN 978-4-434-24674-6

## VRアニメ
2018年3月18日よりアニメZoneで配信。製作は彗星社。

## テレビアニメ
『じょしおちっ！〜2階から女の子が…降ってきた!?〜』のタイトルで、2018年7月から8月までTOKYO MXほかにて5分枠のショートアニメとして放送された。他のComicFestaアニメと同様に、通常版と年齢制限のある完全版が存在し、完全版はアニメZone独占配信となる。海外版は局部のモザイク修正が無い。
過去のComicFestaアニメは全てティーンズラブ作品であったが、本作は男性向け作品となっている。
AT-Xはこの作品を最後にComicFestaアニメの放送局から外れる。

### スタッフ
- 原作 - 鳩こんろ
- 監督・構成・脚本 - ジンキトモシヨ
- キャラクターデザイン - うるし原智志
- 美術設定 - 野田和実
- 美術監督 - 斉藤隆博
- 撮影監督 - 森平夫
- 音響制作 - スタジオマウス
- 音響監督 - えのもとたかひろ
- プロデューサー - 廣岡駿、瀬川章子
- アニメーションプロデューサー - 藤田優貴
- アニメーション制作 - ark
- 製作 - 彗星社

### 主題歌
「コイノアナ」
作詞 - 火ノ岡レイ / 作曲・編曲 - 森田交一 / 歌 - 葉月さき

### 各話リスト
| 話数  | サブタイトル                   | 絵コンテ       | 演出           | 作画監督                 |
| ----- | ------------------------------ | -------------- | -------------- | ------------------------ |
| 第1話 | あの子へとつながる、穴。       | ジンキトモシヨ | ジンキトモシヨ | 獅子まい                 |
| 第2話 | 上には穴、横には君。           | 山田太郎       | 山田太郎       | 流星瞬                   |
| 第3話 | 穴から降りて、パンツがひらり。 | ちょっこう     | 山田太郎       | 田原峰打                 |
| 第4話 | 穴があったら入りたい。         | 山田太郎       | 山田太郎       | 梶浦紳一郎               |
| 第5話 | 私の目は節穴じゃない。         | 山田太郎       | 山田太郎       | 田原峰打、流星瞬         |
| 第6話 | 同じ穴のむじな。               | 山田太郎       | 山田太郎       | 獅子まい                 |
| 第7話 | 壁にも…のぞき穴。              | 伴山人         | 山田太郎       | 獅子まい 流星瞬 田原峰打 |
| 第8話 | 2人で密着、浮輪の穴。          | 伴山人         | 山田太郎       | 梶浦紳一郎               |
| 第9話 | 穴よ、閉じないで。             | 伴山人         | 山田太郎       | 田原峰打                 |

### 放送局
| 放送期間               | 放送時間                     | 放送局   | 対象地域 | 備考                      |
| ---------------------- | ---------------------------- | -------- | -------- | ------------------------- |
| 2018年7月2日 - 8月27日 | 月曜 1:00 - 1:05（日曜深夜） | TOKYO MX | 東京都   |                           |
| 2018年7月3日 - 8月28日 | 火曜 1:55 - 2:00（月曜深夜） | AT-X     | 日本全域 | CS放送 / リピート放送あり |

インターネットではテレビ放送に先駆けて、月曜0時に『ComicFesta』サイト内アニメZoneより、年齢制限のある完全版も含めて配信される。
| TOKYO MX 月曜1:00 - 1:05（日曜深夜）枠 | TOKYO MX 月曜1:00 - 1:05（日曜深夜）枠        | TOKYO MX 月曜1:00 - 1:05（日曜深夜）枠         |
| 前番組                                 | 番組名                                        | 次番組                                         |
| -------------------------------------- | --------------------------------------------- | ---------------------------------------------- |
| 甘い懲罰〜私は看守専用ペット           | じょしおちっ!〜2階から女の子が…降ってきた!?〜 | 終電後、カプセルホテルで、上司に微熱伝わる夜。 |